# Material de campo
Material de campo é geralmente um termo utilizado em actividades escutistas. O termo(neste contexto), basicamente significa material básico que deve ser levado para um acampamento, ou actividade similar. Por exemplo ao referimo-nos a material de campo, podemos referirmos-nos a:
- Saco-cama;
- Esteira;
- Cantil ou garrafa de água;
- Apito;
- Canivete ou faca-de-mato;
- Tachos e panelas;
- Mochilas(s);
- Estojo de primeiros socorros;
- etc

Dependendo da actividade, poderá ser necessário mais ou menos material.